# Stillwater (Nouvelle-Zélande)

Stillwater est une localité de l’extrémité nord de la région d’Auckland , située dans le nord de l’île du Nord de la Nouvelle-Zélande.

## Situation
Stillwater est située sur le trajet du fleuve Weiti, immédiatement au sud de la péninsule de Whangaparaoa dans le district de Rodney. C’est une partie du secteur connu sous le nom de côte des Hibiscus.

## Histoire de Stillwater
Au début du XIXe siècle, la ville de Silverdale fut établie comme un port pour le transport des troncs de kauri vers Auckland.
Stillwater était ainsi utilisé comme accostage  pour charger les troncs de kauri, la résine de Dammar et plus tard, des produits issus des vergers installés sur les terrains éclaircis et les localités de Stillwater, Silverdale et Dairy Flat. 
Comme il n’y avait pas de routes, le transport maritime était la forme de transport la plus satisfaisante. 
Le dernier bateau chargé de tronc de kauri a quitté le port de Stillwater en 1890. 
Le bât tiré par des chevaux de  la barge «Dairy Flat» est toujours clairement visible du lit du fleuve Weiti  au niveau de la propriété de la Station.
Le premier colon dans la localité de Stillwater en 1852 fut  Andrew Weatherspoon Thorburn et sa famille. 
Une partie de ses possessions initiales est maintenant une réserve et un parc de mémorial inclus dans leur ferme.
Plusieurs maisons furent construites sur les berges de la rivière dans les premiers temps alors que les terres étaient dégagées pour être rendues propres pour l’agriculture. 
Quelques têtes de bétails furent introduits mais les fruits provenant des vergers semblaient être la production majeure, aptes à être transportée jusqu’à Auckland à partir de la localité de Stillwater. 
D’autres parmi les premiers colons comportaient les familles  «Dacres», «Percy», «Blackshaw» et les familles des frères «McPike». 
En 1950, les frères «McPike» subdivisèrent leurs fermes pour former ce qui devint le village connu actuellement, comme la localité de Stillwater.
Après la  Deuxième Guerre Mondiale, le parc de voitures fut développé et une route partant de la côte est fut construite. 
Avant cela, seul existait un chemin de ferme pour rejoindre Stillwater avec un gué traversant au niveau de «Doctor's Creek». 
Le pont initial, qui fut construit, fut graduellement amélioré avec les années pour aboutir au pont à 2 voies en béton actuel. 
En 1980, le Conseil commença à goudronner la route. 
En 1985, la ville de Stillwater fut connectée au système d’égouts de la Whangaparaoa et beaucoup plus de maisons purent être construites dans le secteur. 
Vers l’année 2000, la plupart des câbles d’alimentation d’énergie électrique et du téléphone furent enterrés et des passages piétons furent créés tout le long de «Stillwater Crescent». 
Des maisons furent construites sur pratiquement toutes les sections initiales, qui avaient été développées et le secteur de Stillwater ne pouvait plus longtemps être considéré comme un simple «resort» ou lieu de vacances mais était devenu réellement une banlieue maritime.
A cette même époque, «Coastal Heights» fut développé par l’adjonction de la propriété d’«Inlet Views» et avec un nouveau développement costale prenant place sur la rive opposée au «Stillwater Boat Club».
Les bâtiments continuent à apparaître au fur et à mesure que les terrains sont dégagés .